# Tilly-sur-Meuse
Tilly-sur-Meuse je francouzská obec v departementu Meuse v regionu Grand Est. Žije zde 277 obyvatel.

## Geografie
Přes obec protéká řeka Máza (Meuse).

### Sousední obce
| Růžice kompasu | Villers-sur-Meuse         | Ambly-sur-Meuse | Troyon     | Růžice kompasu |
| Růžice kompasu | Récourt-le-Creux          | Sever           |            | Růžice kompasu |
| Růžice kompasu | Récourt-le-Creux          | Tilly-sur-Meuse |            | Růžice kompasu |
| Růžice kompasu | Récourt-le-Creux          | Jih             |            | Růžice kompasu |
| Růžice kompasu | Rambluzin-et-Benoite-Vaux | Thillombois     | Bouquemont | Růžice kompasu |